# Hokovce
Hokovce (bis 1927 slowakisch auch „Hochovce“; deutsch Hockowitz, ungarisch Egeg) ist eine Gemeinde im Westen der Slowakei mit 499 Einwohnern (Stand 31. Dezember 2024), die zum Okres Levice, einem Teil des Nitriansky kraj, gehört.

## Geographie

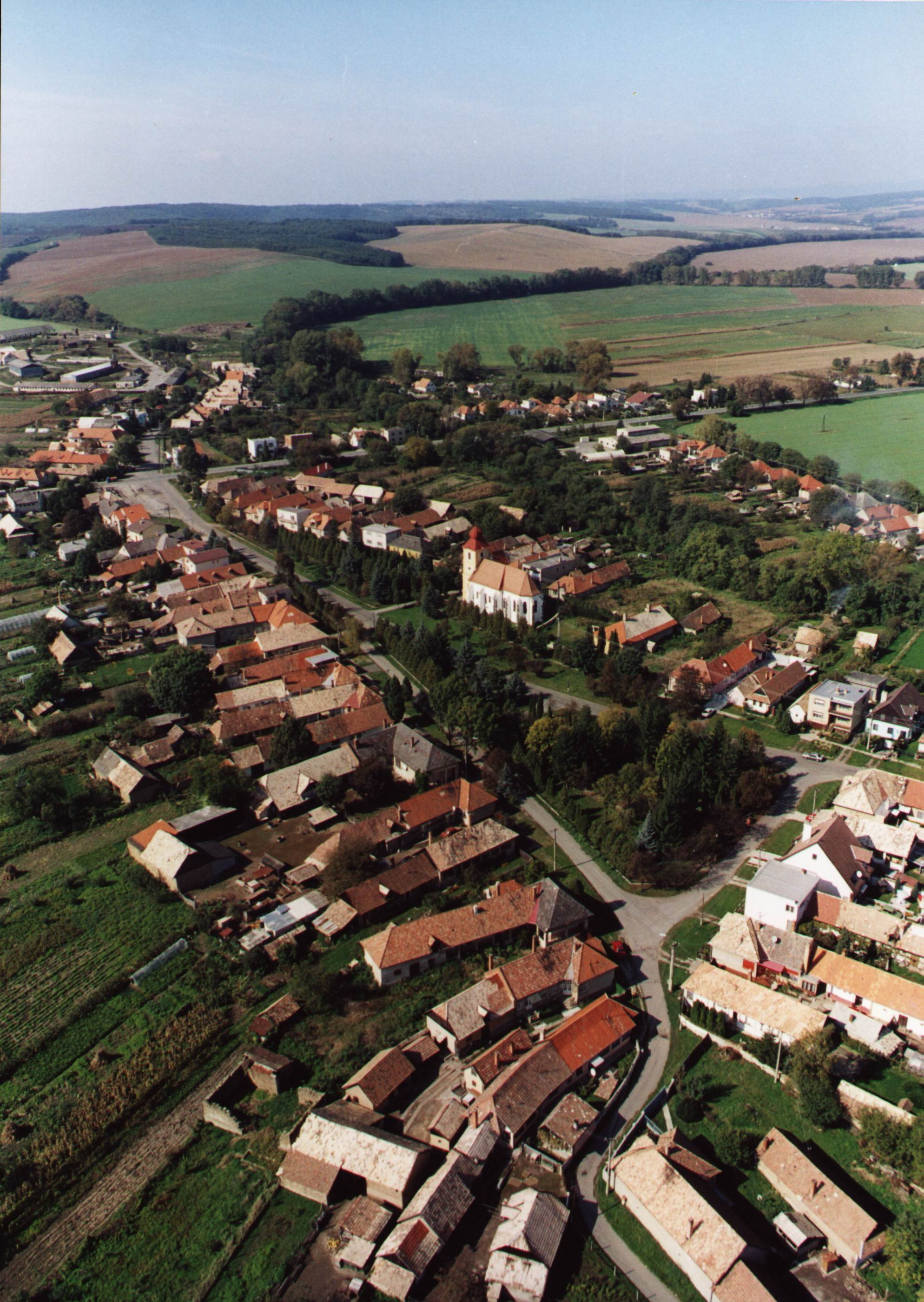
Luftbild von Hokovce

Die Gemeinde befindet sich im Osten des slowakischen Donautieflands am südöstlichen Rand des Hügellands Ipeľská pahorkatina, im Tal der Štiavnica im Einzugsgebiet des Ipeľ, am Zusammenfluss mit dem rechtsseitigen Bach Veporec. Das Ortszentrum liegt auf einer Höhe von 135 m n.m. und ist 13 Kilometer von Šahy sowie 30 Kilometer von Levice entfernt.
Nachbargemeinden sind Dudince im Norden, Slatina im Osten, Tupá im Südosten, Horné Semerovce im Süden, Santovka im Südwesten, Domadice im Westen und Hontianske Moravce im Nordwesten.

## Geschichte
Hokovce wurde zum ersten Mal 1245 als Egueg schriftlich erwähnt und war Besitz des Klosters in Šahy. 1275 befreite der König den Ort von der Zahlung von Steuern und Naturalien. 1279 gestattete der Konvent zum ersten Mal die freie Wahl eines Richters, 1465 erhielt Hokovce das Marktrecht. In der Zeit der Türkenkriege war das Dorf bis 1685 gegenüber dem Osmanischen Reich tributpflichtig. Anschließend gehörte der Ort den Jesuiten, ab 1776 dem Neusohler Bistum und Kapitel. 1715 gab es eine Mühle und 27 Haushalte, 1828 zählte man 67 Häuser und 407 Einwohner, die als Landwirte und Winzer beschäftigt waren.
Bis 1918 gehörte der im Komitat Hont liegende Ort zum Königreich Ungarn und kam danach zur Tschechoslowakei beziehungsweise heute Slowakei. Auf Grund des Ersten Wiener Schiedsspruchs lag er von 1938 bis 1945 noch einmal in Ungarn.

## Bevölkerung
| Jahr                | 1994 | 2004    | 2014     | 2024    |
| ------------------- | ---- | ------- | -------- | ------- |
| Anzahl der Personen | 615  | 569     | 509      | 499     |
| Unterschied         |      | −7,47 % | −10,54 % | −1,96 % |

| Jahr                | 2023 | 2024    |
| ------------------- | ---- | ------- |
| Anzahl der Personen | 487  | 499     |
| Unterschied         |      | +2,46 % |

Nach der Volkszählung 2011 wohnten in Hokovce 534 Einwohner, davon 296 Slowaken, 220 Magyaren, vier Ukrainer sowie jeweils zwei Roma und Tschechen. 14 Einwohner gaben eine andere Ethnie an und sieben Einwohner machten keine Angabe zur Ethnie.
488 Einwohner bekannten sich zur römisch-katholischen Kirche, 21 Einwohner zur Evangelischen Kirche A. B., zwei Einwohner zur reformierten Kirche und zwei Einwohner zu einer anderen Konfession. 22 Einwohner waren konfessionslos und bei 16 Einwohnern wurde die Konfession nicht ermittelt.

## Bauwerke

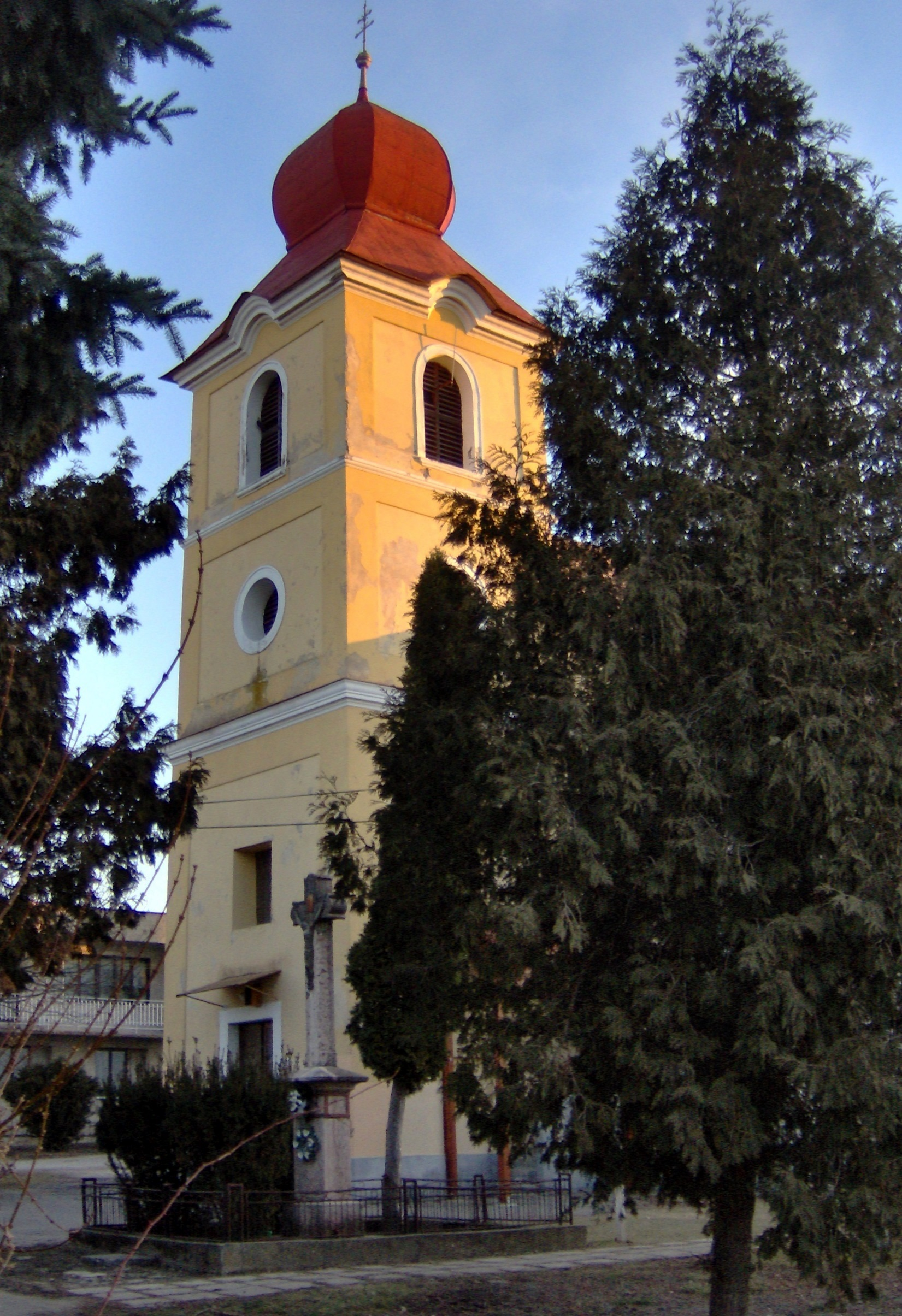
Kirche in Hokovce

- römisch-katholische Peter-und-Paul-Kirche, ungefähr im zweiten Drittel des 13. Jahrhunderts errichtet, gegen Hälfte des 15. Jahrhunderts, 1743–44 und 1958 umgebaut und 1854 um den Turm ergänzt[6]

## Verkehr
Durch Horné Semerovce passiert die Straße 1. Ordnung 66 (E 77) zwischen Šahy und Zvolen. Die Bahnstrecke Zvolen–Šahy verläuft außerhalb des Ortes, mit nächsten Anschlüssen in Dudince und bei Slatina.